# جيف موريس
جيف موريس (بالإنجليزية: Jeff Morris)‏ (و. 1934 – 2004 م) هو ممثل، وممثل أفلام، وممثل تلفزيوني، من الولايات المتحدة الأمريكية، ولد في سانت جوزيف، توفي في لوس أنجلوس، عن عمر يناهز 70 عاماً.

## وصلات خارجية
- جيف موريس على موقع IMDb (الإنجليزية)
- جيف موريس على موقع روتن توميتوز (الإنجليزية)
- جيف موريس على موقع أول موفي (الإنجليزية)
- جيف موريس على موقع قاعدة بيانات الأفلام السويدية (السويدية)
- جيف موريس على موقع قاعدة بيانات الفيلم (الإنجليزية)